# القحيزية (الشغادرة)

تعديل مصدري - تعديل

القحيزية هي إحدى قرى عزلة الحواصلة بمديرية الشغادرة التابعة لمحافظة حجة، بلغ تعداد سكانها 21 نسمة حسب تعداد اليمن لعام 2004.